# 큰길
큰길은 대한민국의 부동산 업체이다.

## 역사
1974년 8월에 해태관광(주)로 설립되어 해태제과공업(주)에서 임진각과 팔각당을 인수하였다. 1979년 해태그룹은 창업주가 타계하고 2세 승계가 무산되자 1981년 5월 해태그룹에서 계열 분리하였다. 1982년 11월 덕원금속공업(주)를 흡수합병하고, 1985년 10월에 큰길식품(주)를 설립하였다. 1992년 임진각 영업소를 양도하였고, 1993년 사명을 해태관광(주)에서 (주)큰길로 바꾸었다.

## 연혁
- 1974년 8월 해태관광(주) 설립
- 1975년 9월 남해고속도로 상에 섬진강휴게소 개관
- 1976년 12월 호남고속도로 상에 정읍휴게소, 여산휴게소 개관
- 1980년 6월 임진각 반공전시관 개관
- 1981년 5월 해태그룹에서 계열 분리
- 1982년 11월 덕원금속공업(주) 흡수 합병
- 1985년 10월 큰길식품(주) 설립
- 1988년 5월 빅웨이 서울랜드점 개점
- 1989년 12월 섬진강 정읍휴게소 한국도로공사 반납
- 1990년 12월 큰길농산(주) 설립
- 1991년 1월 큰길타워 착공
- 1993년 5월 (주)큰길로 사명 변경
- 1993년 7월 큰길타워 준공
- 1996년 8월 양촌휴게소 한국도로공사 반납
- 2005년 6월 큰길농산(주) 매각
- 2015년 12월 큰길 가습대 판매 개시

## 계열사
- 큰길네트웍스

## 이전 계열사
- 큰길식품
- 큰길농산
- 덕원금속공업

## 같이 보기
- 해태그룹